# Duncan Hames
Duncan John Hames (né le 16 juin 1977) est directeur des politiques à Transparency International UK et ancien homme politique libéral-démocrate. Il est député de la circonscription de Chippenham dans le Wiltshire de 2010 à 2015. Entre 2012 et 2015, il est secrétaire parlementaire privé de Nick Clegg alors qu'il est vice-premier ministre.

## Jeunesse
Hames est né dans le Hertfordshire et fréquente la Watford Grammar School for Boys. Il étudie PPE au New College d'Oxford où il est un cadre dirigeant de l'Union des étudiants de l'Université d'Oxford et représente l'Union d'Oxford dans les compétitions de débat .

## Carrière
Après l'obtention de son diplôme, Hames suit une formation de comptable chez Deloitte. En juin 2000, il se présente pour les Libéraux-démocrates lors de l'élection partielle de Tottenham, mais échoue, car il s'agit d'un siège sûr pour le Parti travailliste. Il est le candidat libéral démocrate dans sa circonscription natale de Watford aux élections générales de 2001. Il part à Holt dans le Wiltshire et, de 2003 à 2007, est membre du conseil de district de West Wiltshire. En 2003, Hames rejoint le conseil d'administration de l'Agence de développement régional du sud-ouest de l'Angleterre et est le candidat Lib Dem pour la circonscription de Westbury aux élections générales de 2005.
En juillet 2006, peu de temps après la création d'une nouvelle circonscription du comté de Chippenham, Hames est choisi comme premier candidat de son parti  et son succès aux élections générales de 2010 donne au Wiltshire son premier député libéral en 86 ans ,.
Après sa défaite aux élections générales de 2015, Hames choisit de ne pas se représenter en tant que candidat libéral-démocrate dans la circonscription de Chippenham.
Il est responsable des politiques à la section britannique de Transparency International .

## Vie privée
Le 13 mai 2011, Hames épouse sa collègue députée libérale démocrate Jo Swinson  qui est élue pour la première fois députée de l'East Dunbartonshire en 2005 et perd son siège au profit de John Nicolson du Parti national écossais dix ans plus tard. Swinson regagne le siège en 2017 et est devenue la première femme chef des libéraux-démocrates le 22 juillet 2019. Quatre mois plus tard, elle perd son siège par 149 voix contre Amy Callaghan du SNP et cesse de diriger le parti. Le couple a deux fils ensemble, nés en 2013 et 2018 ,.